# Municipio Obispo Ramos de Lora
El Municipio Obispo Ramos de Lora es uno de los 23 municipios del Estado Mérida, Venezuela. Tiene una superficie de 383 km² y según estimaciones del INE su población para 2012 será de 34 873 habitantes. Su capital es la población de Santa Elena de Arenales. El municipio está dividido en tres parroquias, Eloy Paredes, San Rafael de Alcázar y Santa Elena de Arenales. Debe su nombre al obispo Juan Ramos de Lora

## Historia
El origen del actual municipio Obispo Ramos de Lora se remonta al 15 de diciembre de 1966, cuando fue creado el Distrito Andrés Bello, producto de la separación del Distrito Campo Elías. En aquel momento, el nuevo distrito quedó conformado por los entonces municipios Zerpa (actual Andrés Bello), Eloy Paredes, Obispo Ramos de Lora y Caracciolo Parra Olmedo.
Posteriormente, en 1988, se constituyó de manera independiente el Municipio Autónomo Obispo Ramos de Lora, como parte de la reorganización administrativa del estado Mérida. Esta denominación se mantuvo hasta 1992, cuando se adoptó de forma definitiva el nombre de Municipio Obispo Ramos de Lora, en consonancia con las reformas establecidas por la Ley Orgánica del Régimen Municipal.
Más adelante, el 29 de junio de 1998, fue creada la parroquia San Rafael de Alcázar, producto de la subdivisión territorial de la parroquia Santa Elena de Arenales, con el fin de atender de manera más eficiente las particularidades geográficas y sociales del sector.
El Estado Mérida reclama desde la época independentista venezolana al Estado Zulia como territorio propio el área comprendida entre la desembocadura del río Mucujepe y la desembocadura del río Frío en las aguas nacionales del Lago de Maracaibo. Esa zona en discusión forma parte del Municipio Sucre de Zulia y comprendes los poblados de Gavillanes, Caño Ciego, El Guamo y Guayabones.

## Geografía
La mayor parte del territorio se encuentra sobre una planicie aluvial del Lago de Maracaibo y una zona de menor extensión que ocupa en el pie de monte andino. Presenta temperaturas entre loc 29 y 32 °C que corresponden al clima templado intertropical (CW), las precipitaciones promedio se ubican en 1700 mm. Su vegetación es de bosque seco tropical en la planicie y bosque húmedo tropical en la zona montañosa, parte de esa área se encuentra protegida por el Parque nacional Sierra de La Culata y es uno de los 23 municipios del estado Mérida Venezuela.

## Parroquias
1. Parroquia Eloy Paredes (Guayabones)
2. Parroquia San Rafael de Alcázar (San Rafael de Alcázar)
3. Parroquia Santa Elena de Arenales

## Política y gobierno

### Alcaldes
| Período     | Alcalde              | Partido político / Alianza | % de votos | Notas |
| ----------- | -------------------- | -------------------------- | ---------- | --- |
| 1989 - 1992 | José Luis Rodríguez  |                            | 49,25      | Primer alcalde bajo elecciones directas |
| 1992 - 1995 | José Luis Rodríguez  |                            | 50,25      | Reelecto |
| 1995 - 2000 | José Trinidad Ocando |                            | -          | Segundo alcalde bajo elecciones directas (se realizaron elecciones generales adelantadas en el 2000 debido a la aprobación de la Constitución de 1999) |
| 2000 - 2004 | Humberto Gómez       |                            | 48,84      | Tercer alcalde bajo elecciones directas |
| 2004 - 2008 | Humberto Gómez       |                            | 49,46      | Reelecto |
| 2008 - 2013 | José Moisés Pereira  |                            | 58,10      | Cuarto alcalde bajo elecciones directas |
| 2013 - 2017 | José Moisés Pereira  |                            | 44,09      | Reelecto |
| 2017 - 2021 | Fátima Galeano       |                            | 52,39      | Quinto alcalde bajo elecciones directas |
| 2021 - 2025 | Luis Enrique Guillén |                            | 47,99      | Sexto alcalde bajo elecciones directas |

### Concejo municipal
Período 1989 - 1992
| Concejales:              | Partido político / Alianza |
| ------------------------ | -------------------------- |
| José Lino Villasmil      | COPEI                      |
| José Guadalupe Contreras | COPEI                      |
| Corina de Prada          | COPEI                      |
| Luis A. Mesa             | COPEI                      |
| Nora Bracho              | AD                         |
| José Trinidad Ocando     | AD                         |
| Alberto Rondón           | AD                         |

Período 1992 - 1995
| Concejales:              | Partido político / Alianza |
| ------------------------ | -------------------------- |
| Jorge Valero             | COPEI                      |
| José Guadalupe Contreras | COPEI                      |
| Candido García           | COPEI                      |
| Angel Fernández          | COPEI                      |
| Omar Vivas               | AD                         |
| Eli Librado Díaz         | AD                         |
| Nora Bracho              | AD                         |

Período 1995 - 2000
| Concejales:       | Partido político / Alianza |
| ----------------- | -------------------------- |
| Noymandia Cadenas | AD                         |
| Braulio Hernández | AD                         |
| Maria Vallecillos | AD                         |
| Ovedo Rivero      | AD                         |
| Luis Buenaño      | COPEI                      |
| Candido García    | COPEI                      |
| Jorge Valero      | COPEI                      |

Período 2000 - 2005
| Concejales:              | Partido político / Alianza |
| ------------------------ | -------------------------- |
| Reinaldo Reinosa         | MVR                        |
| José Guadalupe Contreras | MVR                        |
| José Avelino Arellano    | MVR                        |
| Ernesto Saavedra         | MVR                        |
| Mirian Camargo           | AD                         |
| Remigio Pino             | AD                         |
| José Luis Rodríguez      | COPEI                      |

Período 2005 - 2013
| Concejales:              | Partido político / Alianza |
| ------------------------ | -------------------------- |
| José Guadalupe Contretas | MVR                        |
| Reinaldo Reinosa         | MVR                        |
| Fahercya Duval           | MVR                        |
| José Heriberto Gallo     | MVR                        |
| José Avelino Arellano    | MVR                        |
| Gustavo Guerrero         | MVR                        |
| José Trinidad Ocando     | AD                         |

Período 2013 - 2018:
| Concejales               | Partido político / Alianza |
| ------------------------ | -------------------------- |
| Alexis Simancas          | PSUV                       |
| José Guadalupe Contreras | PSUV                       |
| Vilmare Ceballos         | PSUV                       |
| Miguel Zambrano          | PSUV                       |
| Jesús Duran              | MUD                        |
| Plinio Pérez             | MUD                        |
| Luis Enrique Guillen     | MUD                        |

Período 2018 - 2021
| Concejales         | Partido político / Alianza |
| ------------------ | -------------------------- |
| Migdalia Rodríguez | PSUV                       |
| Dickson Velásquez  | PSUV                       |
| Nohemy Méndez      | PSUV                       |
| Reinaldo Ramírez   | PSUV                       |
| Vilmare Ceballos   | PSUV                       |
| Hernan Pereira     | PSUV                       |
| Yuleima Uscategui  | PSUV                       |

Período 2021 - 2025
| Concejales       | Partido político / Alianza |
| ---------------- | -------------------------- |
| José Puccini     | MUD                        |
| Greisy Moreno    | MUD                        |
| José Cardenas    | MUD                        |
| Luis Buenaño     | MUD                        |
| José Guerrero    | PSUV                       |
| Vilmare Ceballos | PSUV                       |
| Arbin López      | PSUV                       |